# U Slepice
Die U Slepice (deutsch Mitterberg) ist mit 438 Metern die höchste Erhebung im Steinitzer Wald, Tschechien. Sie liegt vier Kilometer nördlich der Stadt Ždánice.

## Geographie
Die U Slepice befindet sich inmitten ausgedehnter Wälder auf dem Hauptkamm im Naturpark Steinitzer Wald (tschechisch Ždánický les). Östlich der Kuppe liegt das Naturreservat U Vrby. An der U Slepice befindet sich eine der bedeutendsten Erdöllagerstätten in Mähren, seit 2005 entstanden zahlreiche Bohrtürme. 
Umliegende Erhebungen sind der Strašník (340 m) und Nebštich (377 m) im Norden, Kalvice (394 m) und U Boudy (395 m) im Osten, südöstlich die Červená hora (406 m), im Süden die Stará hora (363 m), südwestlich der Prostřední vrch (416 m) und westlich der Rádlovec (425 m). Die U Slepice ist Quellgebiet mehrerer Bäche. Am Nordwesthang entspringt die Slepice, nördlich die Kloboučka, südöstlich der Lovčický potok, am Südhang der Jordánek und südwestlich die Trkmanka.